# 人类外基因组计划
人类外基因组计划（Human Epigenome Project，缩写：HEP）是一项跨国科学计划，其目标是“识别，分类，和解释所有主要组织中所有人类基因的全基因组DNA甲基化模式”。它由政府基金以及私人投资通过基因研究机构联合体提供资金。
世界各地的癌症研究科学家广泛建议和支持这一项目的呼吁。
人类外基因组计划正式启动于2003年10月7日。它是世界上首项针对控制人类基因“开”和“关”的主要化学变化进行的图谱绘制工作，它将帮助科学家建立人类遗传与疾病之间的关键联系。

## 参与成员
人类外基因组计划（HEP）联盟由以下组织组成：
- 英国剑桥大学的维康桑格研究所（Wellcome Trust Sanger Institute）
- 德国/美国的外基因组学股份有限公司（Epigenomics AG）
- 法国的国家人类基因组研究中心（Centre National de Recherche en Génomique Humaine）

## 参阅
- 表觀遺傳學